# Габов, Евгений Григорьевич
Евге́ний Григо́рьевич Га́бов (26 октября 1922, Ключи, Ново-Николаевская губерния — 22 июня 2001, Новосибирск) — советский офицер-артиллерист, участник Великой Отечественной войны. Герой Советского Союза (24 марта 1945). Майор.

## Биография
Евгений Григорьевич Габов родился 26 октября 1922 года в посёлке Ключи Каменского уезда Ново-Николаевской губернии РСФСР (ныне посёлок Каменского района Алтайского края Российской Федерации) в крестьянской семье. Русский. В 1928 году семья Габовых переехала в Новосибирск. Здесь Евгений Габов окончил семь классов в школе № 79, затем школу ФЗУ при заводе «Сибкомбайн» (в настоящее время Новосибирский технический колледж имени А. И. Покрышкина). До войны Евгений Григорьевич работал токарем на заводе «Сибсельмаш».
В ряды Рабоче-крестьянской Красной Армии Е. Г. Габов был призван Кагановичским райвоенкоматом города Новосибирска в сентябре 1941 года. В боях с немецко-фашистскими захватчиками Евгений Григорьевич участвовал с января 1942 года на Карельском фронте. В апреле 1942 года был ранен, но быстро вернулся в строй. С июня 1942 года Евгений Григорьевич на Сталинградском фронте. Участник оборонительной фазы Сталинградской битвы. 18 сентября 1942 года Е. Г. Габов был тяжело ранен под Сталинградом. После госпиталя его направили на ускоренные курсы артиллерийского училища. Вновь на фронте младший лейтенант Е. Г. Габов с декабря 1943 года. Принимал участие в Витебской наступательной операции. В мае 1944 года был зачислен в состав 45-й отдельной истребительной противотанковой артиллерийской бригады резерва Главнокомандования 1-го Прибалтийского фронта и назначен командиром огневого взвода 3-й батареи 1972-го истребительного противотанкового артиллерийского полка. Перед началом операции «Багратион» бригада вошла в состав 6-й гвардейской армии. В ходе Витебско-Оршанской операции, составной части Белорусской стратегической операции, взвод младшего лейтенанта Е. В. Габова в бою за деревню Ходоровка под сильным артиллерийским и миномётным огнём противника уничтожил 6 огневых точек и до 45 солдат и офицеров вермахта, чем способствовал взятию стрелковыми частями этого населённого пункта. За этот бой младший лейтенант Е. Г. Габов был награждён своим первым орденом — орденом Красной Звезды.
5 июля 1944 года началась Шяуляйская операция. Части 51-й армии, в состав которой вошла 45-я ИПТАБР, освободили города Паневежис и Шяуляй. В результате операции войска Красной Армии вышли к побережью Рижского залива, отрезав немецкую группу армий «Север». С целью деблокирования окружённой группировки 16 августа 1944 года немецкое командование нанесло в Прибалтике мощный контрудар. Позиции 51-й армии под Шяуляем были атакованы силами трёх пехотных и семи танковых дивизий вермахта. 18 августа 1944 года взвод младшего лейтенанта Е. Г. Габова был атакован превосходящими силами противника, которые поддерживались 40 танками. В ходе двухдневных боёв взводом Габова было отражено несколько атак противника, в ходе которых немцы потеряли 13 танков, 3 автомашины, 2 артиллерийских орудия, 7 пулемётов и до 300 солдат и офицеров. Лично младшим лейтенантом Габовым было уничтожено 5 танков, 5 пулемётов, 2 автомашины, до 100 военнослужащих вермахта. Вспоминая об этих боях, командующий 77-й стрелковой дивизией генерал-майор А. П. Родионов писал:

«1972-й истребительно-противотанковый полк подполковника Гисматулина показал образцы героизма. Под его командованием расчёты отбивались до последнего, погибали, но от своих орудий не отходили до конца (расчёты командиров орудий сержанта Филиппова, старшего сержанта Борисова, сержанта Иванова, сержанта Зайцева). Противник поэтому намеченной цели не достиг. Огнём 1972-го иптап сожжено и подбито 35 танков, 3 самоходных орудия, 4 бронетранспортёра, 3 75-мм орудия, 20 пулемётов. Уничтожено до 300 солдат и офицеров противника».

Всего 45-й отдельной истребительной противотанковой артиллерийской бригадой полковника А. М. Теплинского за 17-18 августа 1944 года были уничтожены 51 танк, из них 17 тяжёлых, 11 бронетранспортёров, 3 САУ и до 2 батальонов пехоты. За отличие в боях под Шяуляем Е. Г. Габов был представлен к званию Героя Советского Союза. Скоро ему было присвоено и очередное звание лейтенант.
За образцовое выполнение боевых заданий командования на фронте борьбы с немецкими захватчиками и проявленные при этом отвагу и геройство, Указом Президиума Верховного Совета СССР от 24 марта 1945 года младшему лейтенанту Габову Евгению Григорьевичу присвоено звание Героя Советского Союза с вручением ордена Ленина и медали «Золотая Звезда».
В сентябре 1944 года Евгений Григорьевич участвовал в Рижской операции, затем в боях с окружённой курляндской группировкой противника в составе 6-й гвардейской армии. В феврале 1945 года 45-я отдельная истребительная противотанковая артиллерийская бригада была переброшена на 1-й Белорусский фронт, в составе которого Евгений Григорьевич участвовал в разгроме немецкой группы армий «Висла», а затем Берлинской операции. При окружении столицы Германской империи города Берлина лейтенант Габов участвовал в прорыве немецкой обороны на канале Одер-Хафель под Ораниенбургом, где после форсирования водной преграды его взвод отразил четыре контратаки немцев, уничтожив до 20 солдат вермахта и 5 пулемётных точек. Война для Евгения Григорьевича закончилась 29 апреля 1945 года в городке Ратенов, где в ходе уличных боёв он был в третий раз ранен.
После войны Евгений Григорьевич продолжил службу в армии. Окончив офицерские курсы в Сибирском военном округе, служил в одной из артиллерийских частей. В 1954 году капитан Е. Г. Габов уволен в запас.
Жил в городе Новосибирске. Освоив профессию крановщика, работал в управлении № 6 треста «Строймеханизация» управления «Главновосибирскстрой». 22 июня 2001 года Евгений Григорьевич скончался. Похоронили его на Заельцовском кладбище Новосибирска.

## Награды
- Медаль «Золотая Звезда» Героя Советского Союза (24.03.1945).
- Орден Ленина (24.03.1945).
- Орден Красного Знамени (09.06.1945).
- Орден Отечественной войны 1-й степени (11.03.1985).
- Орден Отечественной войны 2-й степени (07.04.1945).
- Орден Красной Звезды (27.06.1944).
- Медали.

## Память
- Имя Героя Советского Союза Е. Г. Габова увековечено на Аллее Героев у Монумента Славы в Новосибирске и на Мемориале Славы в городе Барнауле Алтайского края.
- В Новосибирске именем Евгения Габова названа улица.

## Документы
- Общедоступный электронный банк документов «Подвиг Народа в Великой Отечественной войне 1941—1945 гг.» Архивировано 13 марта 2012 года. № в базе данных 46761405. Архивировано 16 мая 2013 года., 46801524. Архивировано 16 мая 2013 года., 24535545. Архивировано 16 мая 2013 года., 1512383254. Архивировано 16 мая 2013 года., 27825570. Архивировано 16 мая 2013 года., 30392791. Архивировано 16 мая 2013 года.